# Syntrichia cavallii
Syntrichia cavallii là một loài Rêu trong họ Pottiaceae. Loài này được (G. Negri) Ochyra miêu tả khoa học đầu tiên năm 1992.